# Gian Battista Bafico
Gian Battista Bafico (1895 – 1966) è stato un pallanuotista italiano.

## Carriera

### Club
La sua carriera si svolse tra le file del Genoa Cricket and Football Club Pallanuoto, vincendo i primi campionati italiani di pallanuoto.

### Nazionale
Bafico fu convocato per difendere i colori dell'Italia nella fallimentare spedizione alle olimpiadi di Anversa nel 1920.

## Palmarès

### Club
- Campionato italiano: 3

Genoa:1913, 1914, 1919